# دينغ نينغ
دينغ نينغ (بالصينية: 丁宁) (المولودة 20 يونيو 1990) لاعبة كرة طاولة صينية. فازت اللاعبة بالميدالية الذهبية في فردي السيدات في الألعاب الأولمبية الصيفية 2016.

## الإنجازات
الفردي (ابتداءً من 2014)
- بطولة العالم: البطلة (2011، 15)
- كأس العالم: البطلة (2011، 14)
- كأس آسيا: البطلة (2014)؛ الثانية (2010)؛ الثالثة (2009)

ثنائي السيدات
- بطولة العالم: الوصيفة (2009، 11)

الفريق
- بطولة العالم: البطلة (2012، 2014، 2016)؛ الثانية (2010)

## روابط خارجية
- دينغ نينغ على موقع منظمة تنس الطاولة العالمي (الإنجليزية)
- دينغ نينغ على موقع أوليمبيديا (الإنجليزية)